# Корнекты
Корнекты́ (каз. Көрнекті) — село в Бурабайском районе Акмолинской области Казахстана. Входит в состав Урумкайского сельского округа. Код КАТО — 117061300.

## География
Село расположено в южной части района, на расстоянии примерно 16 километров (по прямой) к югу от административного центра района — города Щучинск, в 10 километрах к северу от административного центра сельского округа — села Урумкай.
Абсолютная высота — 420 метров над уровнем моря.
Ближайшие населённые пункты: село Красный Кордон — на западе, село Карашилик — на севере, село Жаркайын — на востоке, село Дмитриевка — на юго-западе.

## Население
В 1989 году население села составляло 295 человек (из них казахи — основное население).
В 1999 году население села составляло 272 человека (146 мужчин и 126 женщин). По данным переписи 2009 года, в селе проживало 229 человек (120 мужчин и 109 женщин).
| Численность населения | Численность населения | Численность населения |
| 1989                  | 1999                  | 2009                  |
| --------------------- | --------------------- | --------------------- |
| 295                   | ↘272                  | ↘229                  |

## Улицы[5]
- ул. Абая Кунанбаева
- ул. Гагарина
- ул. Мира